# Teyleria barbata
Teyleria barbata là một loài thực vật có hoa trong họ Đậu. Loài này được (Craib) Maesen miêu tả khoa học đầu tiên.